# Neoscona triangula
Neoscona triangula är en spindelart som först beskrevs av Eugen von Keyserling 1864.  Neoscona triangula ingår i släktet Neoscona och familjen hjulspindlar. Utöver nominatformen finns också underarten N. t. mensamontella.